# 卡耳波

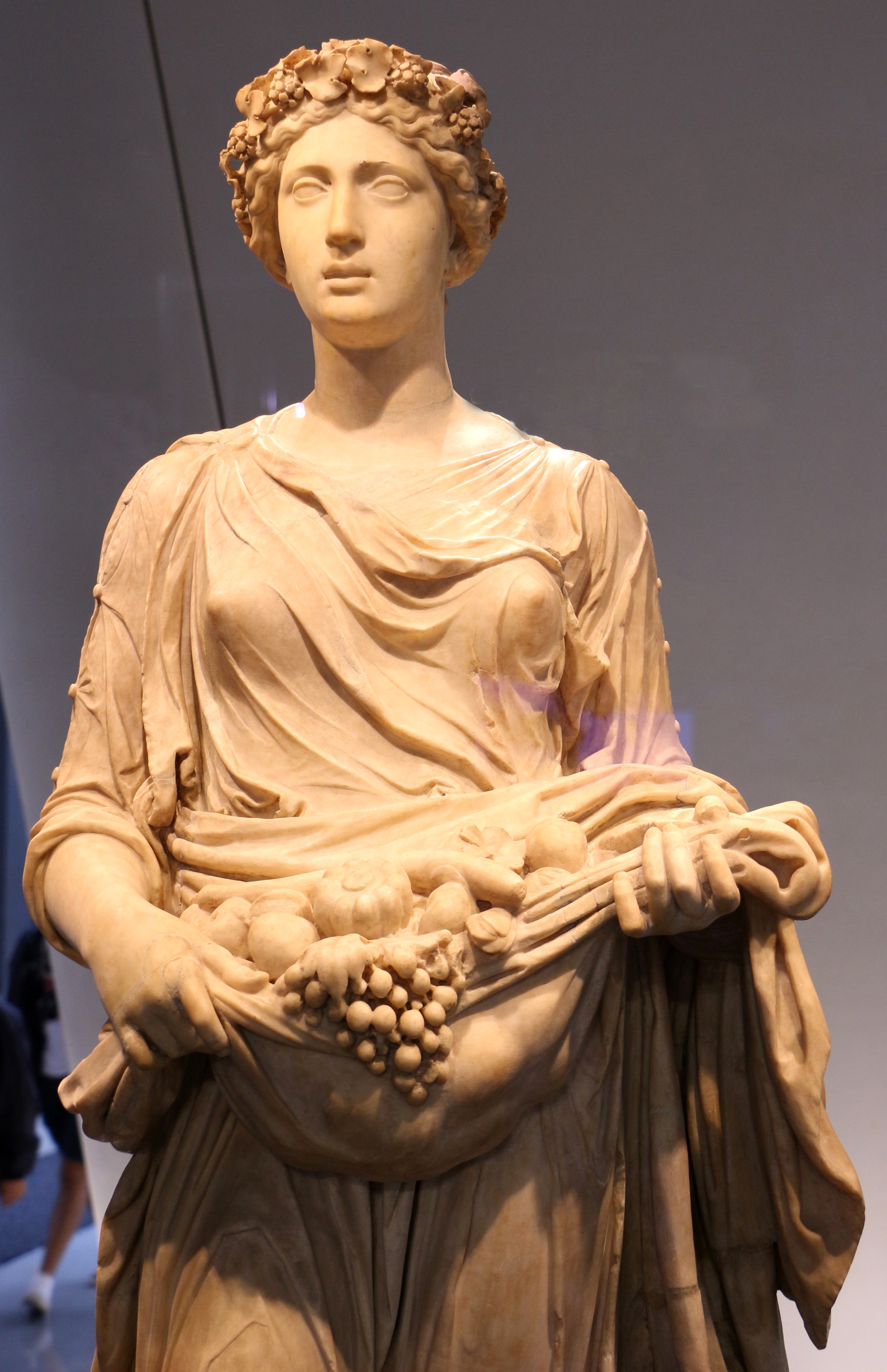
卡耳波

卡耳波（字面意思是“果实丰盛的”或“多果的”）是希腊神话中时序女神荷赖当中的秋季女神。
卡耳波掌管着果实的成熟与丰收，为秋天的女神。古代雅典人最初把一年分为两季，即春季与秋季；因此他们有专门纪念时序女神的节日，他们所崇拜的两位时序女神是塔洛和卡耳波，为“春华秋实”的象征。在她们的神殿里亦放置着一个祭祀酒神狄俄倪索斯·俄耳托斯（Dionysus Orthus）的祭坛。保萨尼亚斯（Pausanias）说阿提卡地区又增加了夏季女神—奥克索，从而组成了三位执掌植物生长的时序女神。